# Бурлаков, Михаил Петрович
Михаи́л Петро́вич Бурлако́в (род. 31 января 1952, Грозный) — российский политический деятель. Депутат Государственной думы 1-го созыва (1993—1995), секретарь центрального политсовета «Партии защиты российской конституции Русь», доктор физико-математических наук

## Образование и научная деятельность
- В 1977 году с отличием окончил физико-математический факультет Чечено-Ингушского государственного университета (ЧИГУ).
- Работал преподавателем в средней школе, затем учился в аспирантуре Казанского государственного университета.
- В 1980—1991 годах — ассистент кафедры теоретической механики, старший преподаватель, доцент кафедры алгебры и геометрии, заведующий кафедрой дифференциальной геометрии и топологии Чечено-Ингушского государственного университета. Защитил кандидатскую диссертацию «Структуры в пространственно-временных многообразиях» (1985).
- В 1991—1994 годах — заведующий кафедрой геометрии в Тольяттинском политихническом институте.
- В 2000 году защитил докторскую диссертацию. Издано более 100 научных работ по различным физико-математическим вопросам.

## Общественная и политическая деятельность
- В 1989 году возглавлял общественную организацию «Центр стратегических исследований».
- 12 декабря 1993 года от Самарского—Тольяттинского регионального отделения ЛДПР по партийному списку, избран депутатом Государственной думы 1-го созыва, членом комитета Госдумы по образованию, культуре и науке. Был инициатором и участником парламентской комиссии по исследованию причин и обстоятельств кризиса в Чеченской Республики.
- В 1996—2001 годах — начальник отдела Министерства по делам национальностей России. В сферу ответственности отдела входили проблемы казачества, социально-экономическое положение в республиках Северного Кавказа, вопросы реабилитации репрессированных народов.
- В 1995 году баллотировался кандидатом в депутаты по одномандатному округу № 155 в Тольятти, заняв 2-е место, набрав 15,63 % (46496 голосов), уступив Анатолию Морозову[1]
- В 1994 году 14 декабря, на учредительном съезде «Партии защиты российской конституции Русь» ПЗРК Русь избран секретарём центрального политического совета партии[2]
- В 1999 году на парламентских выборах 3-го созыва, был включен в федеральный список кандидатом в депутаты избирательного объединения «СПАС»[3] , но ЦИК РФ незадолго до выборов снял избирательное объединение с выборов.